# Hänge-Forsythie
Die Hänge-Forsythie (Forsythia suspensa) ist ein goldgelb blühender Strauch aus der Familie der Ölbaumgewächse (Oleaceae). Das natürliche Verbreitungsgebiet der Art liegt in der gemäßigten Zone von China. Sie wird sehr häufig als Zierstrauch verwendet.

## Beschreibung

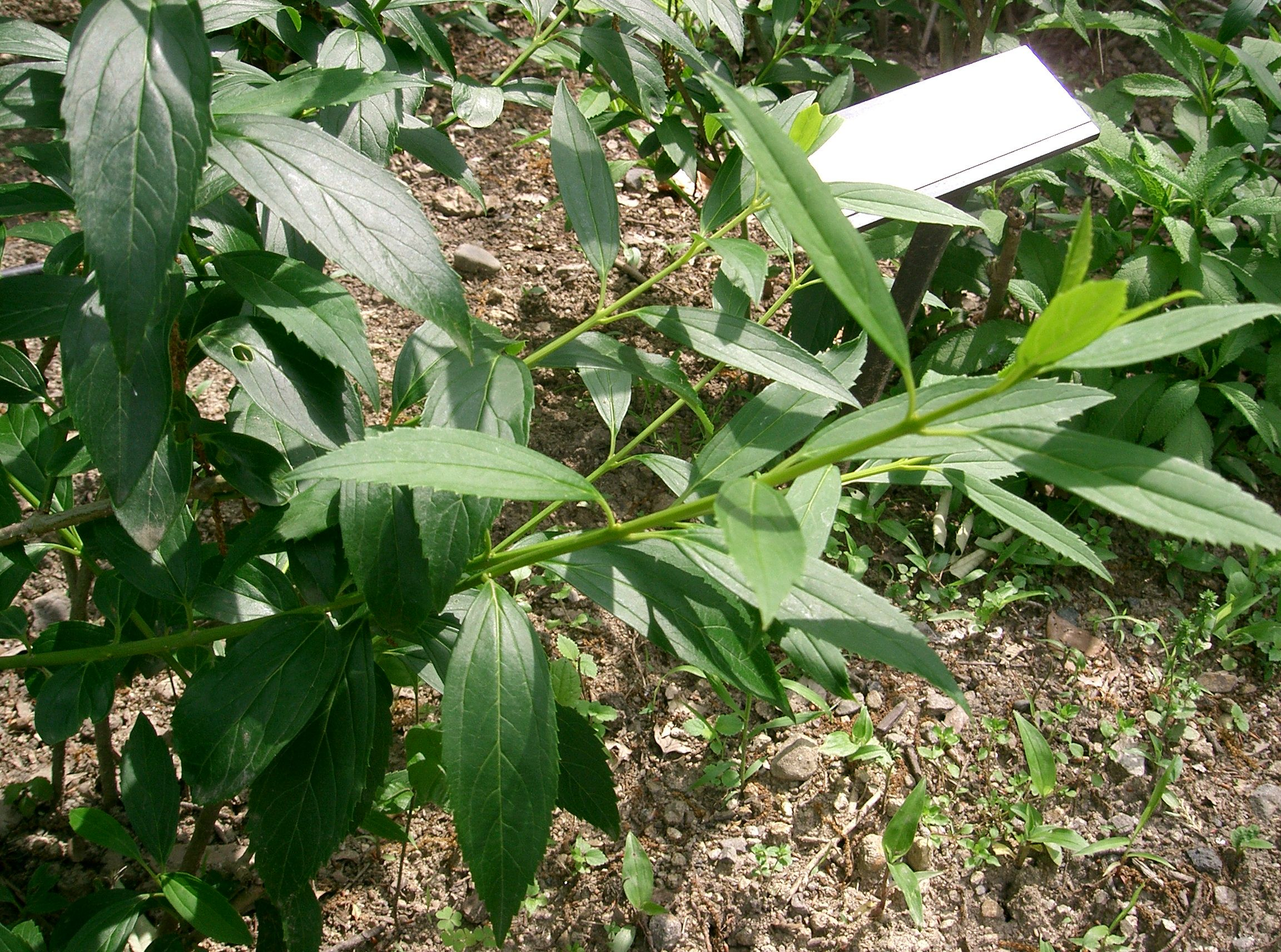
Blätter

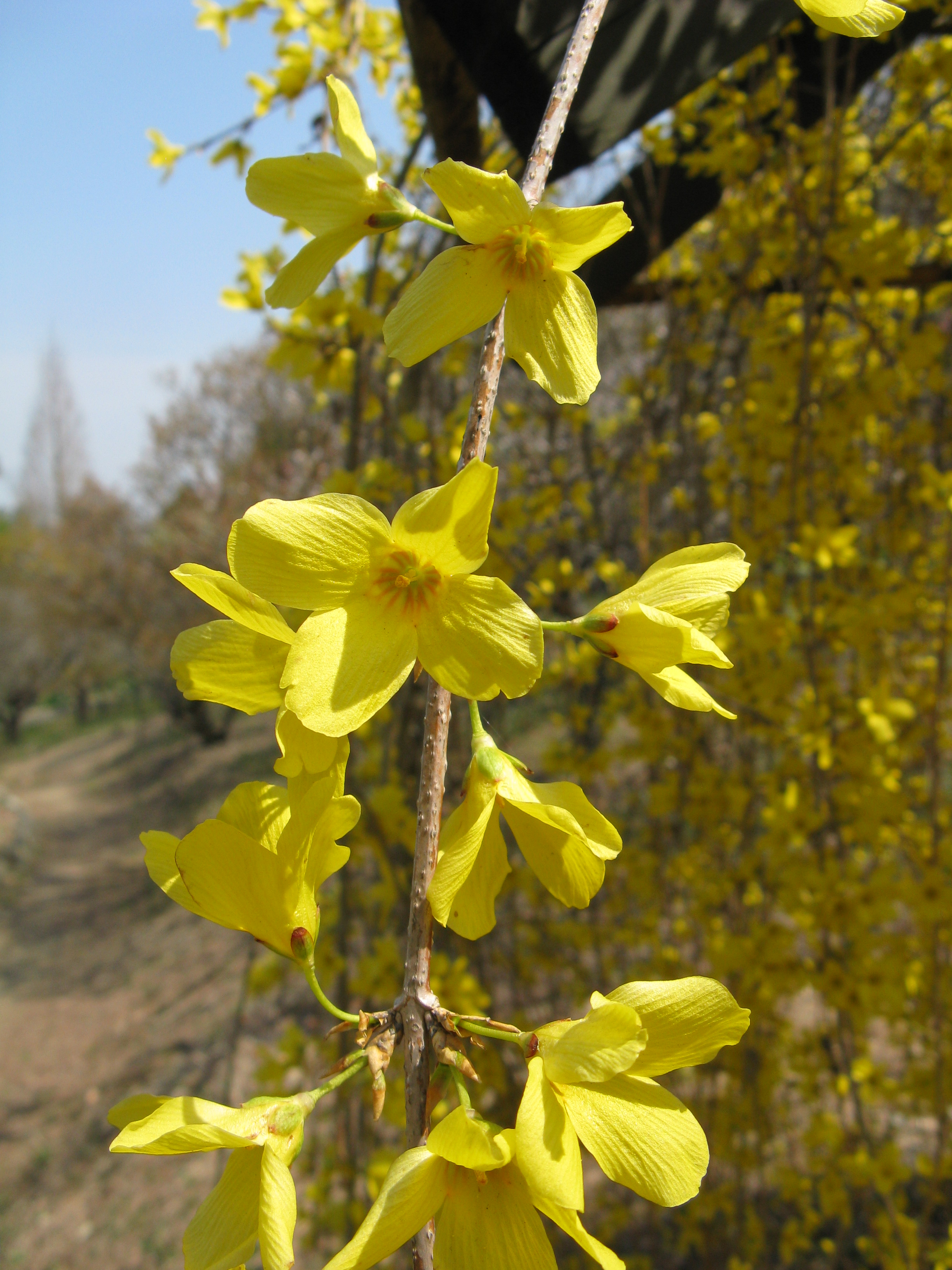
Blüten

Die Hänge-Forsythie wächst als aufrechter bis stark überhängender Strauch und erreicht Wuchshöhen von 1 bis über 2,5 Metern. Die oft überhängenden Zweige sind stielrund und gelbbraun oder graubraun. Das Mark der Äste ist gekammert. 
Die gegenständigen Laubblätter sind in Blattstiel und -spreite gegliedert. Der Blattstiel ist kahl oder manchmal flaumhaarig und 8 bis 15 Millimeter lang. Die leicht ledrige Blattspreite ist einfach oder selten dreilappig oder dreiblättrig. Sie ist 2 bis 10 Zentimeter lang, 1,5 bis 5 Zentimeter breit, eiförmig, spitz mit abgerundeter oder keilförmiger Basis und gesägtem Blattrand. Beide Seiten sind kahl oder selten flaumhaarig, die Unterseite kann besonders entlang der Blattadern zottig behaart sein.
Die Hänge-Forsythie ist heterostyl und distyl. Die zwittrigen Blüten mit doppelter Blütenhülle stehen einzeln, zu zweit oder zu mehreren in den Blattachseln an bis zu 6 Millimeter langen Stielen. Die Blüten erscheinen vor den Blättern. Der Blütenkelch mit eiförmigen bis länglichen, selten 5 meist 6 bis 7 Millimeter langen und bewimperten Kelchzipfeln ist kurz verwachsen. Die Blütenkrone ist gelb und die Kronröhre ist etwa gleich lang wie die Kelchzipfel. Die Kronzipfel sind bis 15–20 Millimeter lang, länglich oder verkehrt-eiförmig. Es sind orange, streifige Saftmale innen in der Kronröhre vorhanden. Es sind zwei kurze Staubblätter vorhanden. Der oberständige Stempel ist in Blüten mit 3 bis 5 Millimeter langen Staubblättern 5 bis 7 Millimeter, in Blüten mit 6 bis 7 Millimeter langen Staubblättern etwa 3 Millimeter lang. Die Narbe ist zweilappig.
Die holzige, kahle und lokulizidale, vielsamige, geschnäbelte Kapselfrucht ist 12 bis 25 Millimeter lang und 6 bis 12 Millimeter breit, eiförmig bis ellipsoid und mit verstreuten Korkporen besetzt. Die Hänge-Forsythie blüht von März bis April, die Früchte reifen von Juli bis September.
Die Chromosomenzahl beträgt 2n = 28.

## Vorkommen
Das natürliche Verbreitungsgebiet liegt in der gemäßigten Zone im Westen der chinesischen Provinz Anhui, in Hebei, Henan, Hubei, Shaanxi, Shandong, Shanxi und Sichuan. Sie wächst in Steppen und Trockenwäldern in 300 bis 2200 Metern Höhe auf mäßig trockenen bis frischen, schwach sauren bis alkalischen, sandig-lehmigen bis lehmigen, nährstoffreichen Böden an sonnigen bis lichtschattigen Standorten. Die Art ist wärmeliebend und meist frosthart.

## Systematik
Die Hänge-Forsythie (Forsythia suspensa) ist eine Art aus der Gattung der Forsythien (Forsythia) in der Familie der Ölbaumgewächse (Oleaceae). Dort wird sie dem Tribus Forsythieae zugeordnet. Carl Peter Thunberg hat die Art 1784 als Syringa suspensa (Basionym) erstbeschrieben, und sie dabei der Gattung der Flieder (Syringa) zugeordnet. Vahl stellte die Art 1804 in die Gattung der Forsythien. Der Gattungsname Forsythia erinnert dabei an den englischen Botaniker William Forsyth, das Artepitheton suspensa kommt aus dem Lateinischen, bedeutet „hängend“ und bezieht sich auf die hängenden Zweige.
Manche Autoren unterscheiden drei Varietäten:   
- Forsythia suspensa var. suspensa
- Forsythia suspensa var. fortunei (Lindl.) Rehder
- Forsythia suspensa var. sieboldii Zabel[3][9]

Diese werden jedoch meist nicht anerkannt.

## Verwendung
Die Hänge-Forsythie wird aufgrund der dekorativen Blüten sehr häufig als Zierstrauch gepflanzt. Die Früchte werden in China gegen Fieber und Vergiftungserscheinungen verwendet.
Es werden verschiedene Kultivare unterschieden, darunter:
- 'Decipiens' mit meist einzeln stehenden, tiefgelben und langgriffeligen Blüten.[9]